# فضيحة وایرکارد

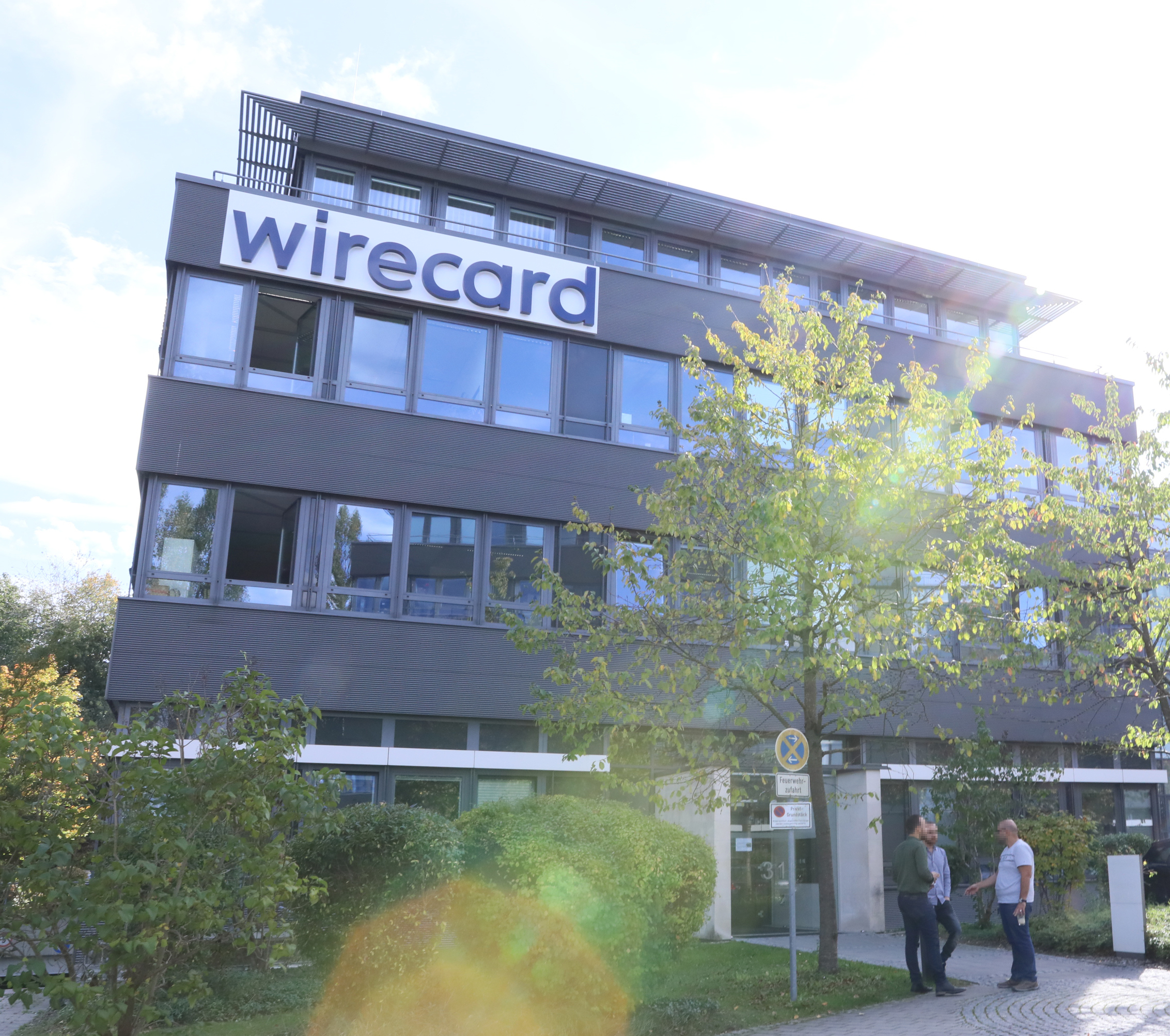
تحرير

فضيحة وایرکارد كانت سلسلة من الممارسات التجارية الفاسدة والتقارير المالية الاحتيالية التي أدت إلى إفلاس وایرکارد وهي معالج الدفع ومزود الخدمات المالية ومقرها في ميونيخ ألمانيا. كانت الشركة جزءًا من مؤشر داكس. عرضوا على العملاء معاملات الدفع الإلكتروني وخدمات إدارة المخاطر، بالإضافة إلى إصدار ومعالجة البطاقات المادية. تمتلك الشركة التابعة بنك وایرکارد ترخيصًا مصرفيًا ولديها عقود مع العديد من شركات الخدمات المالية الدولية.
تأخرت مزاعم سوء الممارسات المحاسبية عن الشركة منذ الأيام الأولى لتأسيسها، ووصلت إلى ذروتها في عام 2019 بعد أن نشرت فاينانشال تايمز سلسلة من التحقيقات جنبًا إلى جنب مع شكاوى المبلغين عن المخالفات والوثائق الداخلية. في 25 يونيو 2020 تقدمت وایرکارد بطلب للإفلاس بعد الكشف عن أن 1.9 مليار يورو "مفقودة"، وإنهاء واعتقال الرئيس التنفيذي ماركوس براون. أثيرت أسئلة حول الفشل التنظيمي من جانب هيئة الرقابة المالية الفيدرالية وهي أكبر هيئة رقابة مالية في ألمانيا، والممارسات السيئة المحتملة لمدقق وایرکارد منذ فترة طويلة إرنست ويونغ.